# 森下さやか
森下 さやか（もりした さやか ）は、日本の元AV女優。

## 作品
2004年
- ザ・カメラテスト そんなにナメるのうまいんならちょっと交替しろよ、石川!（7月21日、アテナ映像）オムニバス作品 他出演：星野まゆ、石川かすみ、鈴木あみ、美月ひなこ、橘愛美
- 生好M女（9月3日、グローリークエスト）
- ディープキス痴女の誘惑 淫乱ソープ嬢のヌメる舌（9月10日、AVS）
- Erotic Dancer ボディコン姿で腰をふりまくる女たち…（9月10日、AVS）他出演：池田こずえ、叶麗子
- 人妻アナル陵辱（9月23日、V&Rプロダクツ）
- 美妻中出し 快楽に飢えた淫乱妻（10月1日、タカラ映像）他出演：柿本彩菜、立花瞳
- 浣腸遊戯（12月3日、グローリークエスト）
- 高級セレブに犯られてみませんか? 綺麗なお御足に踏まれる快感…（12月15日、ジャパングランプリ）他出演：浅見怜、松葉まどか
- 団地妻 真昼の集合住宅で悶える欲情妻たち（ビッグモーカル）他出演:結衣美沙、坂下れい

2005年
- アナルバング（1月14日、桃太郎映像出版）
- 下宿屋の巨乳姉妹（1月15日、隼エージェンシー）共演：早乙女みなき
- 私は痴女 第40報告書 性欲旺盛（2月12日、クリスタル映像）他出演：青山遥、風間ゆみ、Aoi.、加山夏樹、美咲ゆりあ
- ボディコン熟女（2月15日、マドンナ）他出演:城山美香、藤森かおり、水島ひとみ、小松果南、赤坂涼子
- 高級ソープへいらっしゃい 3（2月18日、クリスタル映像）他出演:筒井さやか、赤坂あい、眞雪ゆん、吉岡あき、野口れい、水沢文香、椎名真央、岩下あき、藤沢マキ、和泉真帆、片瀬きみか
- 痴熟女発情オナニー15（3月15日、マドンナ）他出演:小松果南、赤坂涼子、城山美香、水島ひとみ、藤森かおり
- DEEP INSIDE HOLE 9（3月18日、桃太郎映像出版）オムニバス作品
- キス・コレクション2 34人のべろんちょ娘（4月15日、隼エージェンシー）他33名出演
- 悩殺オフィスレディ 社内で淫らな3時間（4月22日、ビッグモーカル）オムニバス作品
- 密室フェロモン4（5月15日、ドグマ）
- スポエロ王者決定戦（5月20日、ネクストイレブン）共演:矢藤あき、雪見ほのか、みずなあんり、望月愛里、富岡れいか、宮良ちせ、廣瀬ミナ、渡瀬みほ、長谷川まりあ
- 団地に棲む人妻たち 二十一（5月25日、マドンナ）オムニバス作品
- 女子高生集団痴女バス（7月20日、イマージュ）共演:矢藤あき、雪見ほのか、宮良ちせ、廣瀬ミナ、望月愛理、長谷川まりあ
- 愛を乞う痴女（7月23日、レイディックス）
- 〜禁断の性〜 友達の母 28（7月25日、マドンナ）オムニバス作品
- 街中チ○ポ狩り! 逆ナンパ王座決定戦!! 〜素人純情青年早イカせ選手権〜（8月18日、SODクリエイト）共演：舞乃るあ、白河みゆり
- 悩殺的痴女遊戯 第七章 Fカップ、ムチムチプリティナースなさやか、30才（9月10日、AVS）
- 発情パフォーマンス（9月13日、隼エージェンシー）他出演：しいな怜、今野由愛、菊原まどか、早乙女みなき、里美りん、水城梓、常夏みかん、長谷川ちひろ、七海ここな　他多数
- 撮影現場からGET!!12　TAMURA　the　LAST　田村総一朗最終監督（10月6日、桃太郎映像出版）他出演：若林樹里、森沢ゆう、上条えりか、池田こずえ、鶴瀬愛美、ペネロペ クリス
- 人妻の情事 夫以外の男に中出しされた妻たち（10月13日、隼エージェンシー）オムニバス作品
- 極上4時間 手淫&舌淫SPII（10月13日、隼エージェンシー）他多数出演
- 淫乱症候群 チンコとザーメンが大好きな女たち（10月13日、隼エージェンシー）他出演：君嶋もえ、結城リナ、みずなあんり、常夏みかん、天宮はるみ、堀口瞳、しいな怜、立花美咲華、小林みゆき、MiCO
- 淫しい奥さん（10月20日、ナチュラルハイ）
- いつでもどこでも私を犯して!逆レイプ!精液を求める女達!（12月2日、桃太郎映像出版）オムニバス作品
- オナニスト ［第十二章］（12月5日 隼エージェンシー）他多数出演
- オフィスレディーForeverコレクション 4時間SPECIAL（12月16日、ビッグモーカル）他出演：一之瀬もえ、中野千夏、桜ふじ子、松沢はな
- 奥様欲情日記 やめて私人妻なのよ（12月24日、アテナ映像）他出演：坪倉史歩、RIRICO、白鳥るり、真中りさ

2006年
- AV業界NO.1の悩殺フェロモンザーメンヌキ（1月19日、アイエナジー）
- 穴奴隷（1月25日、マドンナ）
- SOD厳選 痴女＆逆ナンパ（2月4日、SODクリエイト）
- 昼下がりのいけない人妻たち 9人の淫乱妻 2（2月10日、隼エージェンシー）他8名出演
- 感じちゃった僕。（5月1日、AV OPEN（アロマ企画））共演：ささきふう香、武田まこ、緒川さら、杉原いずみ
- あなたのお部屋に一泊させて AV女優 森下さやかの本物自宅 6件目（5月19日、桃太郎映像出版）
- ノーモザイク アナル獣姦 1（6月13日、カルマ）
- 女だらけの変態あなる時間（6月19日、桃太郎映像出版）共演：舞野るあ、姫宮ラム、春うらら、土屋ゆづき、泉まりん、眞雪ゆん、華美月、藍山みなみ 監督：藍山みなみ
- 美しき痴女 ねぇ気持ちいいでしょ ずーっと勃ちっぱなしよ！（6月21日、アテナ映像）共演:白鳥ゆり、姫宮ラム
- Moelish メイド10人×男10人20P大乱交 絶対服従11P主人に群がるメイド10人（7月19日、桃太郎映像出版）他9名共演
- パンフェラ2 〜ビキニブリーフなめ〜（7月23日、アロマ企画）他出演：海老川せり、豪ともえ、桜沢まひる、白井エリ
- アイエナジー2006年度上半期作品集（8月17日、アイエナジー）他多数出演
- ピストン騎乗位2（9月17日、アロマ企画）他出演：楓、宮咲志帆、長井円香
- デジタルアナルファック（10月5日、タカラ映像）他出演：宮地奈々、若葉かおり、沢井真帆、つぐみ、水城梓、松雪聖奈、柿本彩奈
- 酔いどれ乱交パーティー（10月20日、クリスタル映像）他出演：速水怜、諸星茜、小林恭子、真鍋あや、松下ゆうか、柴田ゆな、舞乃るあ、岩山舞、三矢久美
- パンフェラ2 〜ビキニブリーフなめ〜（12月15日、アロマ企画）他出演：豪ともえ、海老川せり、桜沢まひる、白井エリ

2007年
- 昼下がりの犯され妻 10人の奴隷妻 6（1月13日、隼エージェンシー）他9名出演
- 穴奴隷総集編4時間（3月25日、マドンナ）他出演：矢吹涼子 相沢奈菜、葵あげは、美咲ゆりあ、大谷ひろみ
- 感じちゃった僕。 [特別編]（4月25日、アロマ企画）他出演：ささきふう香、多々野昌稀、西園玲香、武田まこ
- レイプの夏 乱暴（FAプロ、7月1日）共演：水沢ほたる、雪都、内田千穂
- ネコ レズまみれの/レズだらけの タチ（FAプロ、7月4日）共演：坪倉史歩、林泉水、高島湊、桜井あきら
- 悩殺的痴女遊戯 第七章 Fカップ、ムチムチプリティナースなさやか、30才（7月4日、AVS）
- 性戦!!エロテロリストな女たち 私たちのグッチョグッチョマ○コは凄いわよ!1（7月7日、桃太郎映像出版）※総集編*
- リアルのぞき穴（FAプロ、9月13日）共演:野原もも、雪乃るり、七瀬くるみ
- やっぱり外がスキ 青姦!!20人大露出!!（12月7日、桃太郎映像出版）※総集編
- 男冥利（12月19日、桃太郎映像出版）※総集編

2008年
- 人気爆発15人の尻の穴 4時間貫通スペシャル 第2弾!（桃太郎映像出版）他多数出演
- ネコとタチ 連れ子の姉と妹/娘を誘惑する義母/SMホテルのレズたち（3月13日、FAプロ）
- 浣腸遊戯 総集編（3月20日、グローリークエスト）他出演:麻倉みお、三上あみ、里美りん、七瀬くるみ、木下千夏
- 飲精落書き変態女BEST シルヴィア監督作品集（4月13日、アロマ企画）他出演：星沢マリ、笠木彩花、真咲南朋、片岡梨香子
- 奴隷通信 No.24（前編）（4月25日、アヴァ）
- 奴隷通信 No.24（後編）（5月27日、アヴァ）
- BEST of ザ・カメラテスト 濃縮（汁）11連発!!4時間 (11月11日、アテナ映像）
- 本当にあったレズ実話集 Vol.4 (11月17日、LADIES ROOM）
- Theレズビアン 女体に飢えた女たち（11月17日、LADIES ROOM）
- 責め縄秘画報 縄悦 其ノ四 女囚［拷問蔵］（12月20日、アヴァ）

2009年
- 美熟女マダム3 スーパーボリューム30人!（1月19日、桃太郎映像）他多数出演
- メガ盛り Vol.01（3月7日、桃太郎映像）他多数出演
- ドクター＆ナース ホスピタルな世界 悶絶遊戯＆痴女遊戯エロエロセレクション1（3月13日、AVS）他出演
- 痴女づくし 15人（4月15日、桃太郎映像）他多数出演
- 絶叫！失神！ものすごい喘ぎ声を出しイキまくった20人（5月19日、桃太郎映像）他多数出演
- 限界ギリギリ!! さやかの挑戦状/森下さやか（5月21日、ヴィーナスコミュニケーションズ）
- フェティッシュ・コスチュームワールド Ver.2（11月1日、フェティッシュ・コスチュームワールド）他多数出演
- 今夜のおかず専用DVD 四時間 超豪華編（11月7日、桃太郎映像）他多数出演
- BEST of ザ・カメラテスト 濃縮（汁）11連発!!4時間（アテナ映像、11月16日、アテナ映像）
- 人妻達の淫らな部屋〜旦那に言えない剥き出しの性欲〜（11月20日、映天）他出演：松本亜璃沙、間宮いずみ
- 女と男の乱れた情事（12月15日、隼エージェンシー）他多数出演

2010年
- 夫の出張中にする妻たちの情事大全集（1月13日、FAプロ）
- 手コキ8時間 5（1月15日、隼エージェンシー）
- 悩殺的痴女全集 第二巻（2月1日、AVS）他出演：牧本千幸、朝倉まりあ、友崎亜希、松木さやか
- 桃太郎アウトレットDVD 3穴同時挿入 9時間30分（2月7日、桃太郎映像）
- メガチンポ 絶叫失神18人 突かれるたびに子宮がジンジンしちゃう（8月7日、桃太郎映像）他多数出演
- えっ まさか! 妻と上司/家政婦と夫/嫁と見知らぬ男/お姉ちゃんと先生 のファック現場（11月25日、FAプロ）